# Blume (banda)
Blume es un grupo de música electrónica, procedente de Milán, Italia.

## Historia
Formados en el 2008, Blume es una idea de Enrico Filisetti,  Iván Savino y Daniel de Fabritiis, que decidió unirse a su fuerza y la creatividad en este nuevo proyecto de marca. 
Blume es una banda de Synthpop con una impresionante Darkwave con matices en cuanto al sonido se refiere, mientras que sus letras toman sus influencias de todas partes: romanticismo europeo, los poetas decadentes y todos los filósofos se puede escuchar a través de su música. 
La banda da captura a los años 80 y al estilo de Nueva Ola y principios, para unirse a lo que es hoy en día la escena electrónica alternativa. 
En febrero de 2009 la banda firmó un contrato con el Sello de Estados Unidos A Different Drum.
El debut del álbum Rise From Grey fue en enero de 2010.

### Miembros actuales
- Enrico Filisetti - voz principal, letras
- Ivan Savino - compositor, productor, sintetizadores
- Daniele De Fabritiis - guitarrista

## Discografía

### Álbumes
- Rise From Grey - 2010
- Autumn Ruins - 2013
- Ashes - 2018